# 드라이브 (2024년 영화)
《드라이브》는 2024년에 개봉 예정인 대한민국의 영화이다.

## 캐스팅

### EP 1
- 김시은 : 이선 역
- 문욱일 : 상호 역

### EP 2
- 조의진 : 태현 역
- 한혜진 : 소희 역

### EP 3
- 김시은 : 지현 역
- 조의진 : 상현 역
- 이동수 : 문호 / 영화배우 역